# Bahnhof Amsterdam Muiderpoort
Der Bahnhof Amsterdam Muiderpoort ist ein Keilbahnhof der niederländischen Bahngesellschaft NS im Osten der niederländischen Hauptstadt Amsterdam. Er ist ausschließlich ein Haltepunkt für Regionalzüge. Er liegt an den Bahnstrecken von Amsterdam nach Arnhem und Amsterdam nach Amersfoort.

## Geschichte
Der erste Bahnhof unter dem Namen, wurde am 18. Mai 1896 auf Straßenniveau errichtet. Am 15. Oktober 1939 wurde der heutige Bahnhof in Hochlage eröffnet. Der Bahnhof wurde Ende der 1990er Jahre renoviert und erhielt dazu zwei Fußgängertunnel, um die Gleise zu erreichen. Muiderpoort und die nahegelegene Amstelstation sind die ersten Zugverbindungen die in Amsterdam gebaut wurden.

## Lage
Die Station, in der Nähe des Alexanderpleins, befindet sich etwa 2 km östlich des Amsterdamer Hauptbahnhof.

## Bahnhof

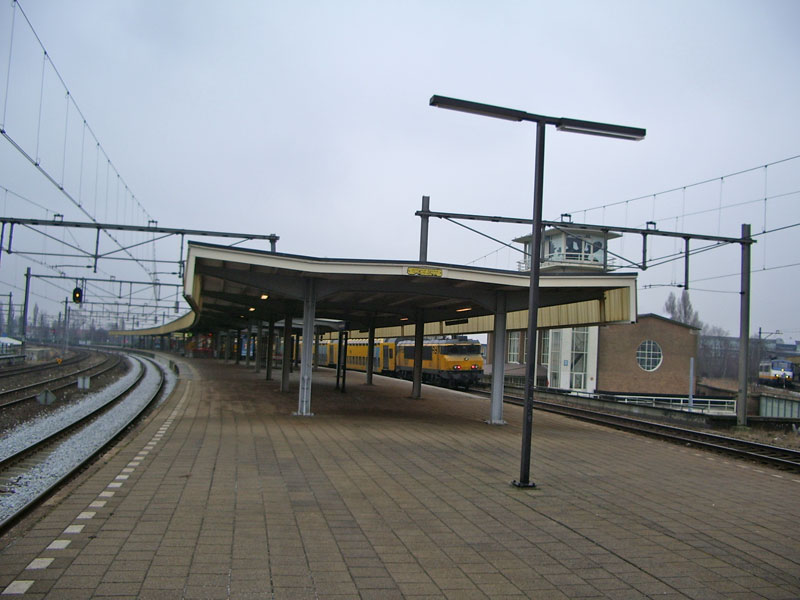
Der Ostteil, in den gerade ein Sprinter einfährt

Der Bahnhof ist ein Keilbahnhof, wobei die Züge der Bahnstrecke Amsterdam–Arnhem den westlichen Teil, die Züge der Bahnstrecke Amsterdam–Amersfoort den östlichen Teil benutzen. Zugang besteht durch einen Fußgängertunnel, welcher von der unter den Gleisen liegenden Bahnhofshalle zu den Gleisen führt.

## Streckenverbindungen
Über den Bahnhof hinaus verkehren einige InterCity-Züge, die aber dort alle nicht halten. Die Linien 3 und 7 der Amsterdam Straßenbahn verkehren an der Station. Im Jahresfahrplan 2022 bedienen folgende Linien den Bahnhof Amsterdam Muiderpoort:
| Zugtyp   | Linienverlauf | Frequenz |
| -------- | --- | --- |
| Sprinter | Uitgeest – Zaandam – Amsterdam Centraal – Amsterdam Muiderpoort – Breukelen – Woerden – Gouda – Rotterdam Centraal                       | halbstündlich                                                                                                  |
| Sprinter | Uitgeest – Zaandam – Amsterdam Centraal – Amsterdam Muiderpoort – Breukelen – Utrecht Centraal – Driebergen-Zeist (– Veenendaal Centrum) | halbstündlich (fährt nicht nach 20 Uhr; fährt nur in der HVZ zwischen Driebergen-Zeist und Veenendaal Centrum) |
| Sprinter | Amsterdam Centraal – Amsterdam Muiderpoort – Weesp – Almere Centrum – Lelystad Centrum – Zwolle                                          | halbstündlich                                                                                                  |
| Sprinter | Amersfoort Vathorst – Amersfoort Centraal – Hilversum – Weesp – Amsterdam Muiderpoort – Amsterdam Centraal                               | halbstündlich                                                                                                  |